# ليتويا لوكيت
ليتويا لوكيت (بالإنجليزية: LeToya Luckett)‏ واسمها الكامل «ليتويا نيكول لوكيت-ووكر» (من مواليد 11 مارس 1981) هي مغنية آر أند بي معاصر وكاتبة أغاني وممثلة أمريكية. كانت عضوًا في مجموعة دستنيز تشايلد الحائزة على جائزتي غرامي والعديد من التسجيلات التجارية الناجحة. باعت لوكيت رفقة مجموعة دستنيز تشايلد أكثر من 25 مليون تسجيل في أول ألبومين فرديين للمجموعة.
بدأت ليتويا حياتها المهنية بشكل منفرد بعد توقيع عقدها مع شركة كابيتول ريكوردز. حيث تصدر ألبومها المنفرد الأول ليتويا عام 2006 قائمة بيلبورد 200 الألبومات الأمريكية في يوليو 2006 وصنف أسطوانة بلاتينية من طرف رابطة صناعة التسجيلات الأمريكية في ديسمبر من نفس السنة. كما حلت أغنية "Torn" ضمن المراتب العشر الأولى في العد التنازلي لعرض بارك و106. لتعد «واحدة من أفضل الفنانين الجدد لعام 2006» من قبل إيه أو إل و «أفضل كاتبة أغاني لعام 2006» من قبل الجمعية الأمريكية للملحنين والمؤلفين والناشرين. في 25 أغسطس 2009 أصدرت لوكيت ألبومها المنفرد الثاني ليدي لوف الذي تصدر لأول مرة أعلى قائمة أفضل ألبومات آر أند بي / هيب هوب في الولايات المتحدة، وكذلك المرتبة 12 في قائمة بيلبورد 200 في الولايات المتحدة.
تحولت بعدها لوكيت للتمثيل حيث كانت نجمة فيلم Preacher's Kid كما شاركت في فيلم قتلة وفيلم From the Rough بالإضافة إلى سلسلتي تريم لHBO في موسمها الثاني، والموسم الثالث من مسلسل سيدات عازبات.
في 12 مايو 2017، أصدرت لوكيت ألبومها الثالث بعنوان الرجوع الثاني للحياة الذي صنف في المرتبة 91 لقائمة بيلبورد 200 في الولايات المتحدة، وهو ما يمثل أقل انجاز لها في الولايات المتحدة حتى الآن.

## روابط خارجية
- الموقع الرسمي
- ليتويا لوكيت التسجيلات من ديسكاغز.كوم
- ليتويا لوكيت على موقع IMDb (الإنجليزية)
- ليتويا لوكيت على موقع ألو سيني (الفرنسية)
- ليتويا لوكيت على موقع ميوزك برينز (الإنجليزية)
- ليتويا لوكيت على موقع أول موفي (الإنجليزية)
- ليتويا لوكيت على موقع قاعدة بيانات الأفلام السويدية (السويدية)
- ليتويا لوكيت على موقع إن إن دي بي (الإنجليزية)
- ليتويا لوكيت على موقع أول ميوزيك (الإنجليزية)
- ليتويا لوكيت على موقع ديسكوغز (الإنجليزية)
- ليتويا لوكيت على موقع ديسكوغز (الإنجليزية)
- ليتويا لوكيت على موقع قاعدة بيانات الفيلم (الإنجليزية)